# Алескеров, Сулейман Эйюб оглы
Сулейман Эйюб оглы Алеске́ров (азерб. Süleyman Əyyub oğlu Ələsgərov; 22 февраля 1924, Шуша, Нагорно-Карабахская автономная область — 21 января 2000, Баку) — советский и азербайджанский композитор и дирижёр, профессор, Народный артист Азербайджанской ССР (1974). Автор двух опер, двенадцати оперетт, многочисленных симфонических произведений, кантат, пьес, романсов и песен, а также ряда учебных пособий для общеобразовательных школ.

## Биография
Сулейман Алескеров родился 22 февраля 1924 года в городе Шуша Азербайджанской ССР. В 1948 году окончил с отличием Азербайджанскую государственную консерваторию по классу композиции Б. И. Зейдмана и стал директором Бакинского музыкального училища. Член КПСС с 1948 года. С 1949 по 1951 год — художественный руководитель оркестра Комитета кинематографии Азербайджанской ССР.

Дом в Баку, в котором с 1965 по 2000 год жил Сулейман Алескеров

В 1951—1952 годах — руководитель ансамбля песни и пляски Азербайджанской государственной филармонии им. М. Магомаева. В 1954—1956 годах — начальник управления по делам искусства Министерства культуры Азербайджанской ССР. С 1956 по 1958 год — дирижёр оркестра азербайджанских народных инструментов. В 1958—1960 годы — художественный руководитель Республиканского комитета по телевидению и радиовещанию. Затем на протяжении 11 лет с 1960 по 1971 год являлся директором и главным дирижёром Театра музыкальной комедии им. Ш. Гурбанова.
С 1958 года Алескеров являлся преподавателем, с 1968 года доцентом государственной консерватории.
В 1960 году удостоен звания заслуженного деятеля искусств Азербайджанской ССР. В 1967 году награждён Государственной премией Азербайджанской ССР.
С 1970 года возглавлял учебно-методический совет по музыкально-эстетическому воспитанию Министерства просвещения Азербайджанской ССР.
В 1974 году удостоен звания Народного артиста Азербайджанской ССР.

Мемориальная доска на стене дома в Баку, в котором с 1965 по 2000 год жил Сулейман Алескеров

С 1991 по 2000 год — ректор Шушинского филиала консерватории, созданного по его же инициативе. Начиная с 1957 года преподавал и периодически заведовал кафедрой народных инструментов консерватории.

## Произведения

### Оперы
- Бахадур и Сона (по одноимённому роману Н. Нариманова, Баку, 1962)
- Увядающие цветы (по одноимённой пьесе Д. Джаббарлы, Баку, 1997)

### Оперетты
- Цветок любви (1945)[2]
- Звезда (Улдуз, 1948, 2 ред. 1957), на рус. яз. — Моя звезда
- Сами разберемся (1963)
- Вдруг не так (1964)
- Нищий сын миллионера (1966)
- Где же ты, холостяцкая жизнь (1968)
- Севиндик ищет невесту (совм. с В. Адигезаловым, 1970)
- Хамиша-Ханум (совм. с В. Адигезаловым, 1972)

### Кантаты
- Привет Великому Октябрю (слова М. Рагима, 1947)
- Слава Родине (слова М. Дильбази, 1960)
- Под знаменем единым (1970)

### Для солиста, хора и оркестра
- Поэма о Ленине (слова Г. Фазли, 1951 совм. с Д. Джангировым)

### Симфонии
- Родина (1948)
- Молодёжная (1954)
- Праздничная увертюра (1945)
- Симфонический мугам Баяти-Шираз (1952)

### Другие
- Концерт для фортепиано и виолончели с оркестром (1947)
- Концерт для тара и оркестра народных инструментов (1971)
- Для фортепиано — Фантазия (1953)
- Струнный квартет (1947)
- Сонаты с фортепиано — для скрипки (1946), для тара (1950)
- Песня «Жди меня» (слова А. Ширзада)
- Романсы, песни, пьесы для оркестра азербайджанских народных инструментов, музыка для театра

## Награды и премии
- Орден «Знак Почёта» (9 июня 1959)
- Государственная премия Азербайджанской ССР имени Узеира Гаджибекова (1967)
- Орден «Слава» (21 февраля 1999, за вклад в развитие музыкального искусства)[3]
- Почётная грамота Президиума Верховного Совета Азербайджанской ССР (19 октября 1977)[4]

## Память
О Сулеймане Алескерове снят документальный фильм «Предаваясь мечтам».